# Welzijnszorg
Welzijnszorg is een katholieke vzw die het publiek rond de kerstperiode bewustmaakt rond een bepaald aspect van armoede in Vlaanderen en Brussel. Deze eindejaarscampagne maakt duidelijk dat armoede blijft bestaan en wat ze precies inhoudt.
In 1969 ontstond Welzijnszorg vanuit Caritas Hulpbetoon om op kerkelijk verzoek expliciet aandacht te besteden aan de Vierde Wereld. Zo startte Welzijnszorg, toen nog met personeel van Broederlijk Delen, met haar eerste campagne: “Een ontdekkingstocht en een opbouwwerk”. Vanaf dat moment voerde Welzijnszorg elk jaar in december campagne over een ander armoedethema met een inhoudelijk dossier, een educatief pakket en petities. De organisatie kan voor haar campagnes en werking rekenen op duizenden vrijwilligers met een eigen sociaal netwerk in verenigingen en parochies. Een grote groep jongeren wordt sowieso bereikt door de populariteit van de katholieke school in Vlaanderen.
Welzijnszorg heeft secretariaten in Roeselare, Gent, Antwerpen, Mechelen, Brussel en Hasselt en steunt jaarlijks 150 lokale projecten en 100 Welzijnsschakels met fondsen uit collecte en spontane giften.  Door die steun probeert men interessante projecten met beperkte financiële slagkracht te laten overleven. De groep zoekt voor structurele verandering gehoor bij de politiek via partners zoals ACV, ACW, Boerenbond, Broederlijk Delen, CSB, Femma, Hefboom, KAJ, KVLV, KWB, Okra, Unizo en VSKO.
In 2008 werd voormalig CD&V-politica Greta D'Hondt voorzitter van de raad van bestuur tot ze in 2015 werd opgevolgd door voormalig CM-voorzitter Marc Justaert. Daniëlle Colsoul was directrice tot ze in 2017 werd opgevolgd door Koen Trappeniers.

## Voorzitters
- 2000-2008: Marcel Cloet
- 2008-2015: Greta D'hondt
- 2015-heden: Marc Justaert

## Prijs Armoede Uitsluiten
- 2000: Recht op Wonen (Zwankendamme)
- 2001: Wijkgezondheidscentrum Ridderbuurt (Leuven)
- 2002: t’Hope (Roeselare)
- 2003: Jeugdwelzijnswerk Meulenberg (Houthalen)
- 2004: Wijkcentrum De Kring (Eeklo)
- 2005: Bij ons - Chez Nous (Brussel)
- 2006: Vluchtelingen Ondersteuning Sint-Niklaas vzw
- 2007: Domo vzw, gezinsondersteuning (Leuven)
- 2008: Efrem vzw (Mesen)
- 2009: Pigment vzw (Brussel)
- 2010: Toontje vzw (Gentbrugge)
- 2011: Atelier Groot Eiland (Brussel)
- 2012: Jeugdclubs vzw (Lokeren)
- 2013: Expertisecentrum De Kraamvogel (Antwerpen)
- 2014: Groep Intro Vlaams-Brabant
- 2015: Casablanco (Brussel)
- 2016: Jakoeboe vzw en Samen Divers vzw (Oostende)
- 2017: Straatverplegers vzw (Brussel)
- 2018: Sering vzw, project KUZO (Antwerpen)
- 2019: De Schakel (Puurs)
- 2020: Limburg Platform voor Mensen op de Vlucht vzw
- 2021: De Vrolijke Kring (Ronse)
- 2022: D'Broej Centrum West (Molenbeek)
- 2023: Buurtwerk 't Lampeke (Leuven)